# Ottawa
 Ovo je glavno značenje pojma Ottawa. Za druga značenja pogledajte Ottawa (razdvojba).
Ottawa je pleme američkih Indijanaca porodice Algonquian, nastanjeno u 16. stoljeću na ušću French Rivera u Georgian Bay i na otoku Manitoulin, Kanada.  Danas žive u Oklahomi i na rezervatima u Michiganu, Wisconsinu i Kanadi. Rana populacija iznosila je 6.000 (1600.). 

## Ime
Ime Ottawa u domorodačkom jeziku znači 'to trade' ili 'trader' i po njima je kasnije glavni grad Kanade dobio ime. Ottawe su ovaj naziv potpuno opravdano zaslužili jer bijahu vrlo aktivno posredovali u trgovini sa susjednim prijateljskim plemenima. Oni sami ovu riječ izgovaraju Odawa, ali sebe tako nikada ne nazivaju. Njihovo vlastito ime kojim se zovu je Anishinabe jednostavno 'original person'.  Susjedna plemena davala su im druga različita imena. Tako su ih Irokezi nazivali, zato što ih nisu razumjeli jer jezično su potpuno nesrodni, imenom Waganha's (Waganhae, Waganis =stammerers), slično kao što su Hrvati nazivaju Nijemce 'Nijemcima', primjera naravno ima još.  Ime Watawawininiwok ("men of the bulrushes") dali su im Chippewa Indijanci po rogozi kojom su tada bile obrasle obale rijeke Ottawa. Ostali nazivi za ovo pleme nisu baš razjašnjeni. Svakako treba spomenuti Abenaki ime Wdowo i Penobscot koji su ih nazivali Udawak. Obadva posljednja naziva čini se imaju isto ili slično značenje. -Uvriježeni naziv Ottawa u raznim se djelima i putopisima javlja u cijelom nizu varijanti, neki od njih su: Atawawa, Odawa, Outaouacs, Outaoua, Tawa, Tawaw i Utawawea.

## Sela i lokalne skupine Ottawa
Lokalne skupine i bande
-Glavnih pet bandi (jedna je porijeklom od Algonquin Indijanaca, bijahu podijeljene na niz lokalnih bandi. 
- Kishkakon (Kiskakon ili Bear Gens)
- Nassauaketon (Fork People, Nassawaketon, Nation of the Fork, Nassauakueton, Ottawa de la Fourche)
- Sable (Sable Gens)
- Sinago (Gray Squirrel Gens, Akonapi)
- Keinouche (Pickerel Gens). Ovo bijahu jedna od bandi Algonquin Indijanaca.

-Lokalne bande:
- Maskasinik, Ova grupa Indijanaca spominje se 1657./8 u 'Jesuit Relation' s Nikikouek i Missisaugama. Nije jasan njihov odnos s Ottawama.
- Nikikouek, Oni su živjeli na sjevernoj obali jezera Huron, a spominju ih zajedno s Nikikouek Indijancima.
- Outaouakamigouk, sa sjeveroistočne obale jezera Huron 1648.
- Sagnitaouigama, spominju se 1640. jugoistočno od Ottawa Rivera, možda su identični grupi Sinago.

Sela
- Aegakotcheising, u Michiganu.
- Anamiewatigong, Emmet County, Michigan, na Lower Peninsula.
- Apontigoumy, možda u Ontariju.
- Machonee, blizu ušća Au of Au Vaseau Rivera što utječe u jezero St. Clair, na Lower Michiganu.
- Manistee, u Michiganu, možda blizu sela Weganakisi na Little Traverse Bay.
- Menawzhetaunaung, na otoku u jezeru Lake of the Woods.
- Meshkemau, na Maumee Bay, Lucas County, Ohio.
- Michilimackinac, na Mackinac Island.
- Middle Village, lokacija nepoznata.
- Obidgewong, s Chippewama, na zapadnoj obali Lake Wolseley, Manitoulin Island, Ontario.
- Oquanoxa, na zapadnoj obali Little Auglaize, na njenom ušću, u Paulding County, Ohio.
- Roche de Boeuf, na Maumee River, blizu Waterville, Lucas County, Ohio.
- Saint Simon, misija na Manitoulin Islandu.
- Shabawywyagun, istočna obala jezera Michigan.
- Tushquegan, na južnoj obali Maumee River nasuprot Toleda, Ohio.
- Waganakisi, na mjestu Harbor Springsa, Emmet County, Mich.
- Walpole Island, na istoimenom otoku, Ontario.
- Waugau, blizu ušća Maumee River, u Lucas County, Ohio.
- Wolf Rapids, na Maumee River, Ohio, na granici okruga Wood i Henry.

## Povijest
U ranom 17. stoljeću Ottawe su bili locirani blizu sadašnjeg ušća French Rivera. Veliki dio plemena živio je i na otoku Manitoulin. Ratovi ih tjeraju na zapad u područje zaljeva Green Bay u Wisconsinu. Negdje od 1700. oni migriraju u smjeru rijeke Joseph na jugu Wisconsina i sjeveru Illinoisa, na obale jezera Huron i Erie, i od Detroita, istočno do Pennsylvanije. U blizini današnjeg Detroita glasoviti poglavica Pontiac zarati 1763.  protiv bijelih ljudi. Postao je krvni neprijatelj bijelcu i njegovom naseljavanju američkog kopna. Pontiac je uspio okupiti desetak plemena ali njegovo protjerivanje nepoželjnih gostiju nije išlo. Godine 1765. on potpisuje mirovni ugovor. Godine 1831. tri grupe Ottawa (Swanton spominje dvije prepuštaju svoju zemlju u Ohiju Sjedinjenim Državama. Ovi Ottawe su preseljeni na rezervat u Kansasu. Ostali su u Kansasu tek pet godina. Država vrši pritisak da se indijanske zemlje u Kansasu otvore za naseljavanje, pa Ottawe 1846. i 1862. prave novi ugovor, po kojemu će drugu zemlju dobiti na Indijanskom Teritoriju. Ugovorom dobivaju i školu, danas je poznata kao 'Ottawa College'. Pleme je naseljeno uz rijeku Neosho u okrugu Ottawa, gdje žive i dan danas. Ostali dijelovi Ottawa danas žive na rezervatima na otoku Walpole u jezeru St. Clair, dio na otoku Manitoulin i najveći dio u Michiganu. Ima ih nešto i u Kanadi. Godine 1990. bilo je oko 8,000 Ottawa.

## Etnografija
O Ottawama je ostalo mnogo vrijednog etnografskog i povijesnog materijala od ranih starih putnika među kojima su Henry Rowe Schoolcraft, Louis Hennepin, Otac Jacques Marquette, i Charlevoix. Tradicionalno Ottawe pripadaju kulturi Istočnih šuma, čije je glavno prijevozno i transportno sredstvo bio kanu. -Velike šume i mnogobrojni vodeni tokovi, kao i jezera, omogućavali su Istočno-šumskim Indijancima da se mogu baviti lovom i ribolovom.  Oruđe ranih Ottawa bilo je od drveta i kamena od kojega su izrađivali alatke ženama za kopanje, te luk i strijelu za lov. Kora drveta (breze) koristila se u izradi wigwama i kanua i on je bio glavno sredstvo za prijevoz i transport. Običaj je bio kod tamošnjih plemena da se u proljeće ide sakupljati sok javora od kojega su kanadski Algonkini i Ottawe proizvodili sirup. Od krzana i koža žene su proizvodile odjeću i mokasine. Muškarci Ottawa ukrašavali su se naušnicama od bakra ili školjki a prakticirali su i tetovirati i bojiti lice.  
Sela su gradili u blizini vode, toga nije manjkalo. Selo bi se obično sastojalo od kakvih 30 'dugih kuća' (longhouses) s po tri ili četiri obitelji u svakoj. Svaka obitelj imala je i vlastito ognjište. Uz jednog ili više civilnih u selu je postojao i ratni poglavica.  
Ottawe pričaju da su porijeklom od 3 obitelji. Prva se uvijek spominje obitelj 'Great Hare' ili Michabou (Veliki zec), on je bio veliki ribar. Druga je bila 'Carp' ili Namepich (Šaran) i treća Bear's Paw (Medvjeđa Pandža). Lovac koji bi ubio medvjeda, odao bi mu počast a zauzvrat bi dobio njegovu oštroumnost i hrabrost .

## Vanjske poveznice
- Ottawa  Arhivirana inačica izvorne stranice od 7. rujna 2006. (Wayback Machine)
- Ottawa, indigenous people of North America  Arhivirana inačica izvorne stranice od 11. veljače 2006. (Wayback Machine)
- Ottawa Indian Tribe History